# Український науково-дослідний інститут архівної справи та документознавства
Український науково-дослідний інститут архівної справи та документознавства (УНДІАСД) - державна науково-дослідна установа у системі державних архівних установ України у підпорядкуванні Державної архівної служби України
Головна мета діяльності інституту полягає в розробленні науково-теоретичних та нормативно-методичних проблем розвитку архівної справи та документознавства.

## Історія
Інститут розпочав діяльність згідно з наказом начальника Головного архівного управління при Кабінеті Міністрів України 1 листопада 1994 р. № 45 на підставі Постанови Верховної Ради України від 24 грудня 1993 р. № 3815-ХІІ «Про порядок введення в дію Закону України «Про Національний архівний фонд і архівні установи» та Постанови Кабінету Міністрів України від 16 травня 1994 р. № 311 «Про створення в м. Києві Українського державного науково-дослідного інституту архівної справи та документознавства». 
В складі інституту діяли: відділ архівознавства з секторами історії та теорії архівної справи, забезпечення схоронності документів, формування Національного архівного фонду, науково-довідкового апарату та обліку документів; відділ документознавства; науково-інформаційний відділ. 
1998 р. з метою поліпшення управління інститутом та раціонального розподілу кадрів структура була реорганізована таким чином: відділ історії та теорії архівної справи, відділ фізико-хімічних досліджень, відділ теорії та технологій формування національного архівного фонду, відділ науково-довідкового апарату та обліку документів, відділ документознавства, науково інформаційний відділ з сектором науково-технічної інформації. 
В 2013 р., відповідно до основних завдань, визначених Статутом, введено в дію нову структуру УНДІАСД. 2001 р. у зв’язку з реорганізацією організаційної форми інституту з державного підприємства на державну наукову установу з назви інституту вилучено термін «державний». 

## Директори
Першим директором УНДІАСД було призначено к. і. н. В. П. Ляхоцького. Протягом 2001–2009 рр. інститут очолювала д. і. н., проф. І. Б. Матяш, 2009-2010 рр. - к. і. н. І. М. Мага, 2010-2023 рр. - к. і. н. О. Я. Гаранін, з 2023 - к.і.н. Віталій Скальський. 
За час роботи інституту науковцями здійснено близько 200 наукових та науково-методичних розробок в числі яких посібники, довідники, галузеві та державні стандарти, правила, порядки, інструкції, галузеві нормативи, методичні рекомендації, аналітичні огляди тощо. 
Спільно з Державною архівною службою України, архівними установами, академічними інститутами та іншими організаціями проведено 32 наукові конференції, читання, семінари, круглі столи. Серед них міжнародні наукові та науково-практичні конференції «Українське архівознавство: сучасний стан і перспективи», «Архівна та бібліотечна справа в Україні доби визвольних змагань (1917–1921 рр.)», «Архіви – складова інформаційних ресурсів», «Архіви та краєзнавство: шляхи інтеграції», «Сучасний стан та перспективи розвитку документознавства», "Архівознавство як наука", "Електронний документ: актуальні завдання та практичне впровадження (Життєвий цикл електронного документа)", "Архівознавчі та джерелознавчі галузі знань: проблеми взаємодії на сучасному етапі", науково-практичний семінар на тему «Архівна україніка: пошук, реєстрація та комплектування архівів» тощо.
Інститутом започатковано випуск 5 періодичних та продовжуваних видань, 2 з яких (щорічник «Студії з архівної справи та документознавства» і археографічний щорічник «Пам’ятки») внесені до Переліку наукових фахових видань України, в яких можуть публікуватися результати дисертаційних робіт на здобуття наукових ступенів докторів і кандидатів наук. 
Колектив інституту відзначено Подякою Кабінету Міністрів України, та Подякою Української спілки краєзнавців (2004 р.). Працівники інституту неодноразово нагороджувалась почесними грамотами та подяками Державного комітету архівів України, Міністерства освіти і науки України, Міністерства культури і туризму України, Київської міської та Солом’янської районної державних адміністрацій.

## Структура
- Відділ архівознавства
- Відділ документознавства
- Відділ технологічного забезпечення архівної справи
- Відділ науково-інформаційної та редакційно-видавничої діяльності

## Основні напрями діяльності
- здійснення теоретичних та прикладних наукових досліджень з проблем архівознавства, документознавства;
- організаційно-методичне та інформаційно-аналітичне забезпечення державних архівних установ системи Укрдержархіву;
- координація наукової діяльності державних архівних установ системи Укрдержархіву;
- міжнародне співробітництво з профільними установами та організаціями;
- підготовка наукових кадрів для архівної галузі в аспірантурі;
- проведення експертиз наукових праць, дисертацій, рецензування посібників та підручників, надання консультаційних послуг під час проведення дисертаційних досліджень і підготовки дисертацій, приймання кандидатських іспитів;
- підготовка матеріалів для випуску періодичних та неперіодичних видань з документознавства, архівознавства та інших спеціальних історичних дисциплін;
- проведення конференцій, симпозіумів, семінарів, "круглих столів", у тому числі міжнародних;
- участь у формуванні та проведенні експертизи змісту навчання і підвищення кваліфікації фахівців у галузі архівної справи, документознавства та діловодства;
- здійснення авторського нагляду за використанням наукових розробок УНДІАСД та забезпечення захисту права інтелектуальної власності.

## Аспірантура
З 28 лютого 2003 р. в Українському науково-дослідному інституті архівної справи та документознавства відкрито аспірантуру зі спеціальності 07.00.06 - історіографія, джерелознавство та спеціальні історичні дисципліни, з 01 листопада 2004 р. відкрито спеціальність 07.00.01 - історія України, а з 30 листопада 2012 р. - спеціальність 27.00.02 - документознавство, архівознавство.
Відкриття аспірантури створило завершену систему багаторівневої підготовки наукових кадрів для архівної галузі, якісного зростання рівня архівної освіти у ВНЗ різних рівнів акредитації, забезпечення державних архівних установ висококваліфікованими науковими кадрами.
Діяльність аспірантури регламентувалася Положенням про підготовку науково-педагогічних і наукових кадрів ( Постанова КМУ від 1.03.99 р. № 309) та Положенням про аспірантуру Українського науково-дослідного інституту архівної справи та документознавства.
Підготовка аспірантів в аспірантурі інституту здійснювалася:
- за держзамовленням;
- за рахунок коштів юридичних та фізичних осіб на умовах контракту;
- на підставі договорів між інститутом та архівними установами.
Станом на листопад 2014 р. в аспірантурі навчалося 6 аспірантів. З них за спеціальністю 07.00.06 – історіографія, джерелознавство та спеціальні історичні дисципліни – 4 аспіранти та за спеціальністю 07.00.01 – історія України – 1 аспірант.
У квітні 2003 р. згідно з наказом Атестаційної колегії Міністерства освіти і науки України від 28.02.2003 р.(протокол № 112) в інституті відкрито аспірантуру з заочною формою навчання за спеціальністю 07.00.06 – історіографія, джерелознавство та спеціальні історичні дисципліни, а у листопаді 2004 р. в аспірантурі відкрито спеціальність 07.00.01 – історія України (наказ Міністерства освіти і науки України від 01.11.2004 р. № 834). За обома спеціальностями нині випущено 7 і продовжує навчатися 6 аспірантів. 
У травні 2003 р. згідно з наказом Міністерства освіти і науки України від 22 травня 2003 р. № 265, відповідно до постанови президії Вищої атестаційної комісії України від 21 травня 2003 р. № 3-11/5 в Інституті створено спеціалізовану вчену раду К 26.864.01 з правом прийняття до розгляду та проведення захистів дисертацій на здобуття наукового ступеня кандидата історичних наук за спеціальностями: 07.00.06 – історіографія, джерелознавство та спеціальні історичні дисципліни; 27.00.02 – документознавство, архівознавство. За цей період в спеціалізованій вченій раді було захищено 54 дисертації на здобуття наукового ступеня кандидата історичних наук. 
Після реформи системи підготовки науковців аспірантура була закрита.

## Міжнародні зв'язки
У 1999-2022 рр. Інститут спвпрацював із Всеросійським науково-дослідним інститутом документознавства та архівної справи та Білоруським науково-дослідним інститутом документознавства та архівної справи [Архівовано 16 березня 2022 у Wayback Machine.]. Тристоронню українсько-російсько-білоруську угоду про співпрацю в галузі архівознавства та документознавства було підписано 2 листопада 1999 р. Її предметом стали повномасштабна співпраця у здійсненні спільних науково-дослідних робіт, видання збірників документів та наукових праць, проведення науково-практичних конференцій, семінарів, симпозіумів, взаємне рецензування науково-дослідних робіт і дисертацій, інформування про планові роботи та заходи (конференції, семінари тощо), обмін бібліографічною і реферативною інформацією в галузі документознавства та архівної справи, а також науково-методичними розробками з усіх напрямків діяльності.
Результатом співпраці Інституту з Історико-архівним інститутом Російського державного гуманітарного університету стало видання у 2008 р. «Української архівної енциклопедії» (Українська архівна енциклопедія / Держкомархів України. УДНДІАСД; Редколегія: І. Б. Матяш (голова) та ін.; К., 2008. - с. 680). Її актуальність полягає в узагальненні досягнень вітчизняної архівної науки й визначення її місця серед інших галузей історичної науки та суміжних дисциплін, репрезентації історичного досвіду українських архівів та їхніх видатних представників, з’ясування ролі архівістики України в світовому архівному просторі. Досягнення поставленої мети уможливлює звільнення впродовж останнього десятиліття наук гуманітарного циклу від “класичних радянських ідеологем”, “повернення” імен і праць видатних українських архівістів, а також сприяє розширенню доступу до архівної інформації.
Спільно з Гомельським державним університетом імені Ф. Скорини на підставі угоди, підписаної 1999 р., підготовлено збірник статей та документів про видатного історика, архівознавця, педагога М. В. Довнар-Запольського (Даследчык гісторыі трох народаў: М. В. Доўнар-Запольскі: Зб. навук. артыкулаў і дакументаў / Гомельскі дзярж. ун-т імя Ф. Скарыны; Брянскі дзярж. пед. ін-т імя І. Пятроўскага; УДНДІАСД, Речыцкі гарадскі выканкам; Пад рэд. В.М. Лебедзевай. - Гомель; Рэчыца, 2000. - 293 с.); укладено бібліографію та реєстр архівних фондів, у яких зберігаються документи про життя та діяльність М. В. Довнар-Запольського (Мітрафан Віктаравіч Доўнар-Запольскі: Біябібліягр. паказальнік / Гомельскі дзярж. ун-т імя Ф. Скарыны; Беларускі навукова-даследчы ін-т дакументазнаўства і архіўнай справы; Нацыянальны архіў Рэспублікі Беларусь; Украінскі дзярж. навукова-даследчы ін-т архіўнай справы і дакументазнаўства; Бранскі дзярж. пед. ун-т імя акадэміка І. Г. Пятроўскага; Уклад.: В. М. Лебедзева (кіраўнік), В. У. Скалабан, Т. М. Махнач, І. Б. Матяш, Р. У. Рамановскі, С. С. Артамонова та ін. - Выд. 2-е, дапов. - Мінск, 2007. - 168 с.). Співробітники Інституту брали участь у Довнарівських читаннях (Речиця, Республіка Білорусь), а викладачі університету – в наукових конференціях, які проводилися на базі УНДІАСД.
Після повномасштабного вторгнення Росії в Україну угоди з Білоруським науково-дослідним інститутом документознавства та архівної справи та Всеросійським науково-дослідним інститутом документознавства та архівної справи були розірвані.
З метою подальшого розвитку українсько-канадських наукових і культурних зв’язків 2007 року Інститутом було укладено договір про співпрацю з Канадським інститутом українських студій Альбертського університету. Одна із статей договору передбачає виявлення документів архівної україніки в канадських архівах та підготовку спільного видання українською та англійською мовами «Архівна україніка в Канаді. Довідник». На виконання зазначеної статті договору директором Інституту проф. І. Матяш було підготовлено монографію (Матяш І. Архівна україніка в Канаді: історіографія, типологія, зміст / Ірина Матяш; Держкомархів України, УНДІАСД, НАН України, Ін-т укр. археографії та джерелознавства ім. М. С. Грушевського, Канад. ін-т укр. студій при Альберт. ун-ті. - К.: Горобець, 2008. - 152 с.: іл.).
2010 р. вийшов друком комплексний довідник про документи української культурної спадщини та пов’язані з історією України і українців документи іноземного походження (архівну україніку), що відклалися у архівах, архівах-музеях та бібліотеках Канади (державних, громадських, приватних) (Архівна україніка в Канаді: довідник / упоряд.: І. Матяш (керівник), Р. Романовський, М. Ковтун та ін.; Держкомархів України, Укр. наук.-дослід. ін-т архів. справи та документознавства, Канад. ін-т укр. студій Альберт. ун-ту. – К., 2010. – 882 с.). Довідник став результатом плідної співпраці науковців Канадського інституту українських студій і Українського науково-дослідного інституту архівної справи та документознавства Державного комітету архівів України. Видання вміщує відомості про склад та зміст документів архівної україніки, які зберігаються у 57 архівних установах Канади. Довідник також включає матеріали до бібліографії архівної україніки в Канаді; довідковий апарат складають покажчик імен, а також покажчик установ, організацій, церков. Презентація довідника відбулася 19 квітня 2010 р. у Посольстві Канади в Україні (м. Київ, Україна). Найближчим часом видання також буде презентовано в Канадському інституті українських студій Альбертського університету (м. Едмонтон, Канада).
Результативність наукової співпраці УНДІАСД із зарубіжними архівознавцями засвідчує й видавнича діяльність інституту. Для поширення наукових ідей у галузі архівної справи, публікації результатів наукових досліджень в галузі теорії та методики архівознавства, документознавства, спеціальних історичних дисциплін, публікації архівних документів 1996 р. було засновано науковий щорічник УНДІАСД “Студії з архівної справи та документознавства”, 1998 р. – археографічний щорічник “Пам’ятки”, 1999 р. – міжвідомчий науковий збірник “Архівознавство. Археографія. Джерелознавство”. Членами редакційних колегій цих видань є М. В. Ларін, Є. В. Старостін (Російська Федерація), А. Є. Рибаков, С. В. Жумарь, М. Ф. Шумейко (Республіка Білорусь). У щорічнику “Студії з архівної справи та документознавства” спеціальний розділ присвячено питанням розвитку архівної справи в зарубіжних країнах, на сторінках періодичних видань інституту систематично друкуються статті російських, білоруських, польських, німецьких, канадських авторів.
Співробітники УНДІАСД регулярно брали участь у роботі міжнародних наукових конференцій, зокрема: "Управління документацією: минуле, сьогодення, майбутнє" (21–22 березня 2013 р., Москва), «Colloquia Jerzy Skowronek dedicata» (22-23 травня 2013 р., Варшава), «Документація в інформаційному суспільстві: ефективне управління електронними документами» (20-21 листопада 2013 р., Москва) тощо.

## Друковані видання
- Науковий щорічник «Студії з архівної справи та документознавства»
- Археографічний щорічник «Пам’ятки»
- Міжвідомчий науковий збірник "Архівознавство. Археографія. Джерелознавство"
- Серійне видання "Архівні та бібліографічні джерела української історичної думки"
- Серійне видання "Історія архівної справи: спогади, дослідження, джерела"
- Бюлетень Галузевого центру науково-технічної інформації з архівної справи та документознавства